# 新制作協会
新制作協会（しんせいさくきょうかい）とは、日本の美術家の団体。

## 沿革
昭和11年（1936年）当時の社会状況が戦時体制に傾斜しつつある頃、新制作協会(発足時：新制作派協会)は誕生した。当時の文部省当局が美術団体を改組しようとして、美術界が混乱した渦中に、自由と純粋さを求めて立ちあがった、若き9人の青年画家、猪熊弦一郎、伊勢正義、脇田和、中西利雄、内田巌、小磯良平、佐藤敬、三田康、鈴木誠により、結成された。
そして、創立3年後の昭和14年に志しをともにする本郷新、山内壮夫、吉田芳夫、舟越保武、佐藤忠良、柳原義達、明田川孝の7名の新進彫刻家の参加により、彫刻部が設けられた。
戦後には建築部、池辺陽、岡田哲郎、丹下健三、吉村順三、山口文象、谷口吉郎、前川国男の7名(現：スペースデザイン部)そして日本画部(後の創画会)が合流。現在は、絵画、彫刻、スペースデザインの三部門を持つ。

## 展覧会
展覧会は「新制作展」と称し、2006年の第70回記念展までは、毎年9月下旬に東京都美術館で開催されてきたが、2007年より、六本木の国立新美術館に移転。
一般的に新制作は厳選と言われているが、他の代表的な団体と比較して、入選者数、受賞者数も少なく、作品の大きさ、質、などから考えても、そのレベルは非常に高いと言える。上記の創立会員を含め、日本を代表する美術家を多く輩出してきた。画家の三岸節子、荻須高徳らも新制作協会会員であった。

## 審査と賞
審査は、会員が行う。搬入後、多数決で決められる。賞は、展示が行われた後、会員の投票によって、これも多数決で決められる。賞の種類は、「協会賞」と「新作家賞」が設けられているが、事実上、「新作家賞」が唯一の賞だといえる。受賞者は直ちに「新制作協会協友」に推挙される。これは他の団体でいうところの「会友」に該当するものであるが、ほとんどの団体では5回程の入選歴で会友になれることを考えれば、新制作展の厳しさが窺えるだろう。
近年、絵画部において、入選15回で「協友」となる制度が導入されたが、これは、他の団体展と比較して、新制作展出品者の社会的地位に配慮したものであろう。